# Habitation Extension Module
Els Habitation Extension Modules (HEM) són propostes cancel·lades de mòduls espacials fabricats pel Regne Unit dissenyats per connectar el Node 3 (Tranquility) de l'Estació Espacial Internacional. Va ser concebut per un consorci d'enginyers i científics liderats per Mark Hempsell, enginyer aeronàutic a la Universitat de Bristol.
La proposta no té suport formal del govern britànic, fins al gener de 2008, però es va preveure que si si es pensés a finançar els mòduls seria llançat en algun moment del 2011.
El propòsit dels mòduls és proporcionar una presència formal britànica en el projecte de l'ISS, que fins ara ha estat inexistent (Gran Bretanya no és un soci independent l'ISS, i no contribueix a l'ESA). Més específicament, els dos mòduls proporcionarien 100 metres cúbics més a l'estació amb una millorada protecció contra la radiació, i permetre a les tripulacions d'astronautes una major quantitat de vida social i personal a bord de la plataforma.
Els dos mòduls són anomenats HEM 'C' i HEM 'D'. HEM 'C' està dissenyat per contenir una cambra d'oficials amb la disposició d'una pantalla d'audiovisuals amb una taula central per a reunions en grup i conferències amb la Terra. El HEM 'D' contindria una zona per dormir i funcionalitats personals millorades. El HEM 'D' es caracteritza amb sis compartiments separats cadascun contenint una petita zona per dormir (0,9 per 2 metres), un escriptori plegable, i un petit espai per a efectes personals i altres objectes. Des del punt de vista de la privacitat personal, s'assegura a cada membre de la tripulació d'una àrea que es pugui tancar una porta i ser totalment privat de la resta de la tripulació, on poden vestir-se i desvestir-se, o realitzar altres actes de caràcter personal.
El cost estimat dels mòduls és de £600 milions, amb una durada de 6 o 7 anys i tenint en compte els costos de construcció, llançament i manteniment.